# David Pocock
David Pocock (Gweru, 23 de abril de 1988) é um jogador de rugby zimbabuano radicado na Austrália, cuja seleção defende.
Considerado um dos melhores asas do mundo, foi eleito o principal jogador australiano em 2010. É caracterizado pela enorme força (seu apelido é justamente Bam Bam) e pelo vaivém entre ataque e defesa em campo, demonstrando sempre grande comprometimento com sua equipe. Foi à Copa do Mundo de Rugby de 2011, sua primeira, como principal figura da Seleção Australiana. Os Wallabies terminaram em terceiro.